# Dollaro di Bermuda
Il dollaro bermudiano (codice ISO 4217: BMD) è la valuta di Bermuda. Normalmente è abbreviato con il simbolo di dollaro $ oppure, in alternativa, con BD$ quando deve essere distinto da altre monete chiamate dollaro. Il dollaro bermudiano è suddiviso in 100 cent (centesimi).  Il dollaro delle Bermude non è usato all'estero.

## Storia
Il dollaro è stato introdotto nel 1970, in sostituzione della sterlina di Bermuda con un tasso di cambio di 1 dollaro = 8 shilling e 4 penny (cioè 100 penny). Questo tasso fu scelto per facilitare il cambio fisso del dollaro della Bermuda con il dollaro statunitense alla pari, dato che il tasso di cambio tra la sterlina ed il dollaro statunitense era 2,4 dollari = 1 sterlina.

## Monete
Nel 1970 sono state introdotte monete dai valori di 1, 5, 10, 25 e 50 cent. La moneta da 1 cent era di bronzo, mentre le altre erano in cupronichel. Nel 1983 furono emesse le monete da 1 e 5 dollari in nichel-ottone, anche se i 5 dollari non sono stati più coniati. Nel 1988 l'acciaio placcato in rame sostituì il bronzo, fu coniata una moneta da 1 dollaro di maggiori dimensioni e cessò la produzione di quella da 50 cent. Nel 1991 lo zinco placcato in rame sostituì l'acciaio nella moneta da 1 cent. Le monete in circolazione sono:
- 1 cent
- 5 cent
- 10 cent
- 25 cent
- 1 dollaro

## Banconote
Nel 1970 il governo ha introdotto banconote dai valori di 1, 5, 10, 20 e 50 dollari. Dal 1974 la Bermuda Monetary Authority ha preso la responsabilità della produzione di carta-moneta, introducendo la banconote da 100 dollari il 1982 e da 20 dollari il 1988, quando quella da 1 dollaro fu sostituita da una moneta, Le banconote in circolazione sono:
- 2 dollari
- 5 dollari
- 10 dollari
- 20 dollari
- 50 dollari
- 100 dollari